# Kenta Sawada
Kenta Sawada (澤田 健太 Sawada Kenta?), född 26 juli 2000 i Hiroshima prefektur, är en japansk fotbollsspelare.
Sawada började sin karriär 2019 i Kamatamare Sanuki.